# Reliquiario della Santa Croce (Museo Diocesano di Padova)
Il reliquiario della Santa Croce è un'opera di oreficeria di Bartolomeo da Bologna, Antonio di Giovanni e Francesco di Comino. Proveniente dalla Cappella della Santa Croce del Duomo di Padova, è conservato nel Museo diocesano di Padova. 
Esso contiene la reliquia della croce di Gesù Cristo.

## Storia
Il tabernacolo fu commissionato dal comune di Padova con la funzione di ostensorio per la festa del Corpus Domini, come ampiamente testimoniato dagli atti del consiglio quattrocenteschi. Questi documenti forniscono un'ampia serie di informazioni in merito al valore originario dell'oggetto; vi si precisa infatti che esso veniva portato in processione durante le festività più solenni e si puntualizza come, benché fosse conservato nella sacrestia della Cattedrale, appartenesse alla comunità padovana.
L'oggetto fu commissionato a Pietro da Parma nel 1435, il quale però morì nel 1440. Perciò l'incarico passò a Bartolomeo da Bologna, ad Antonio di Giovanni e Francesco di Comino nel 1443. 
Dai documenti del Moschetti risulta che il Comune di Padova nel 1445 ebbe dei problemi economici che causarono difficoltà nel reperire i materiali e nel pagare gli artisti. Ciò ha comportato ritardi nella produzione. Infatti, nel 1448 il reliquiario non era ancora terminato.
Inoltre, l'incarico passò alle sole mani di Antonio e Francesco a causa della morte di Bartolomeo. 
I documenti municipali non parleranno dell’opera prima del 1453, anno attestato dal documento XV presente nel Bollettino del Museo Civico di Padova, laddove si dichiara che il tabernacolo è compiuto e sarà necessario provvedere alla sua custodia.
Di Bartolomeo da Bologna non si hanno particolari notizie: è un artista e orafo del XV secolo, del quale si hanno testimonianze a partire dal 1420, a Padova. Figlio di Tonunaso, non è chiaro quale sia la sua città di nascita e le fonti in cui è nominato non fanno riferimento ai suoi lavori, ma si limitano a citarlo nel 1424, 1437 e 1438.
Nel 1443 pare si trovasse a Ferrara, dove si hanno notizie su possibili del suo passaggio, prima dell’arrivo nel centro patavino, ma non di lavori svolti in loco. 
Il tabernacolo venne trasformato in reliquiario della Santa Croce dopo una donazione da parte di Giovanni Della Torre, venendo spostato e conservato nella Cappella della Santa Croce della Cattedrale, dove rimase fino al suo spostamento nel complesso museale padovano ad inizio Novecento.

## Descrizione e stile
L'oggetto è realizzato interamente in argento, lavorato e trattato con modalità diverse, come traforatura e doratura; inoltre, sulla base sono presenti degli smalti policromi. Questi ultimi, trattati a filigrana, hanno preservato - nel complesso - la loro conformazione originale, mentre alcuni sono stati ritoccati durante il restauro del 1955. Anche le sue dimensioni assumono una certa rilevanza dal momento che il reliquiario raggiunge i 135 cm di altezza e una massa di 24 kg.
Il risultato finale consiste in una particolare struttura che riproduce una microarchitettura gotica, dove – probabilmente – anche gli effetti luministici giocano un ruolo fondamentale per la ricerca artistica.
È opportuno notare come il gusto gotico internazionale risulti ancora totalizzante, nonostante la realizzazione dell’ostensorio-reliquiario si dati tra il 1443 e il 1453 e sia - quindi - parallela a quella dell’altare donatelliano del Santo. Questo dato conferma la necessità di non imbrigliare stili e tendenze in categorie cronologiche troppo serrate.
Non essendoci – relativamente al reliquiario – riferimenti ad eventuali, specifici significati simbolici di questo tipo di materiali, si presume che la magnificenza propria dell’opera sia da riferirsi all’importanza e del committente, il Comune di Padova, e della destinazione finale, ossia la Cattedrale patavina. L’incontro di questi due aspetti denota – quindi – un dialogo sinergico tra potere laico e potere spirituale, che il reliquiario avrebbe dovuto pertanto rappresentare.

### Iconografia
L’intera struttura è composta da una complessa composizione di nicchie e pinnacoli, al cui interno sono ubicate le figure dei santi protettori di Padova: Sant’Antonio, Santa Giustina, San Daniele e San Prosdocimo e le figure di San Bernardino di Siena, di San Francesco d’Assisi e della Madonna con il Bambino, le quali, probabilmente, rientravano nei contesti di iconografia religiosa padovana.
Si possono individuare inoltre, alla base del reliquiario, anche episodi della Passione di Cristo; precisamente: la Crocifissione, la Flagellazione e la Risurrezione, dove si incontrano modelli pittorici di cultura gotica veneziana.
Troviamo, in aggiunta, la presenza degli stemmi di Padova, elemento che lascia ipotizzare un valore civico di non secondaria importanza.   

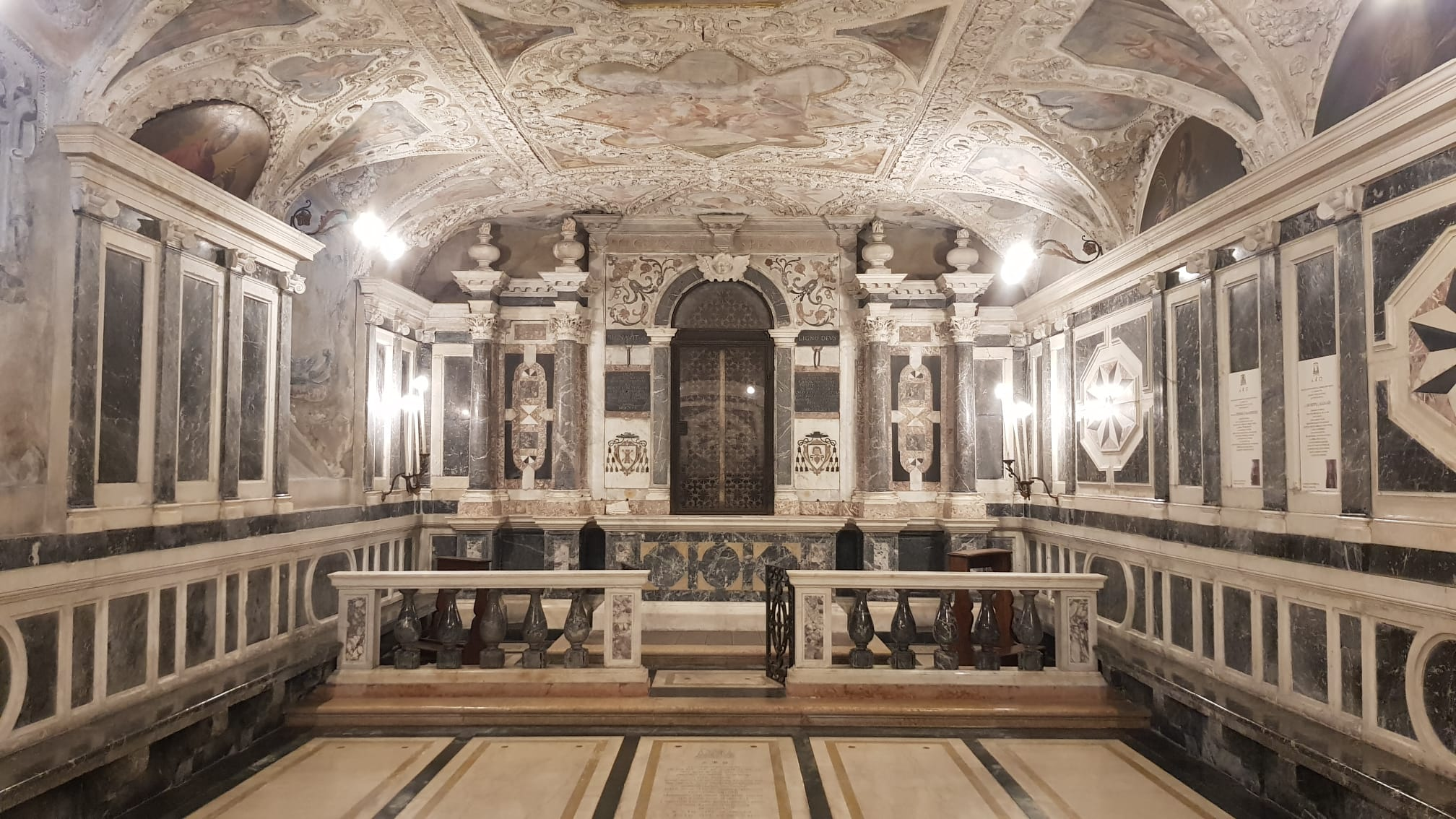
Cappella della Santa Croce

La cappella che ospitava il reliquiario è tutt’oggi chiamata Cappella della Santa Croce, e vi si trovano ancora molti riferimenti al vestigio della croce stessa, che lascia intuire la portata di tale elemento cristologico. 
Nelle lunette della cappella si notano sette santi, di cui due riconosciuti come i patroni di Padova. Inoltre, nell’affresco centrale, si trova l’episodio della Crocifissione, sottolineando come, anche nell’impianto grafico moderno, probabilmente, vi sia un continuo richiamo al reliquiario stesso.

## Uso liturgico
Il tabernacolo fu commissionato dal comune di Padova con la funzione di ostensorio per la festa del Corpus Domini, come ampiamente testimoniato dagli atti del consiglio quattrocenteschi.
Questi documenti forniscono un'ampia serie di informazioni in merito al valore originario dell'oggetto; vi si precisa infatti che esso veniva portato in processione durante le festività più solenni e si puntualizza come, benché fosse conservato nella sacrestia della Cattedrale, appartenesse alla comunità padovana.
Il tabernacolo venne trasformato in Reliquiario della Santa Croce dopo una donazione da parte di Giovanni Della Torre, venendo spostato e conservato nella Cappella della Santa Croce della Cattedrale, dove rimase fino al suo spostamento nel complesso museale padovano ad inizio Novecento.